# Banknock
Banknock est un village situé dans le Falkirk en Écosse.

## Démographie
En 2016, la population était de 2 440 habitants.